# Gueno Petriashvili
Gueno Petriashvili (en georgiano: გენო პეტრიაშვილი; Gori, 1 de abril de 1994) es un político y deportista georgiano que compite en lucha libre.
Participó en tres Juegos Olímpicos de Verano, obteniendo tres medallas, bronce en Río de Janeiro 2016, plata en Tokio 2020 y oro en París 2024, en la categoría de 125 kg. En los Juegos Europeos de Bakú 2015 obtuvo una medalla de bronce en la categoría de 125 kg.
Ganó ocho medallas en el Campeonato Mundial de Lucha, entre los años 2013 y 2023, y diez medallas en el Campeonato Europeo de Lucha entre los años 2013 y 2024.
Cursó estudios superiores en la Universidad Estatal Pedagógica de Gori. En las elecciones de 2024 fue elegido diputado del Parlamento de Georgia por el partido Sueño Georgiano.

## Palmarés internacional
| Juegos Olímpicos   | Juegos Olímpicos           | Juegos Olímpicos  | Juegos Olímpicos |
| Año                | Lugar                      | Medalla           | Categoría        |
| ------------------ | -------------------------- | ----------------- | ---------------- |
| 2016               | Río de Janeiro (Brasil)    | Medalla de bronce | 125 kg           |
| 2020               | Tokio (Japón)              | Medalla de plata  | 125 kg           |
| 2024               | París (Francia)            | Medalla de oro    | 125 kg           |
| Campeonato Mundial |                            |                   |                  |
| Año                | Lugar                      | Medalla           | Categoría        |
| 2013               | Budapest (Hungría)         | Medalla de bronce | 120 kg           |
| 2015               | Las Vegas (Estados Unidos) | Medalla de bronce | 125 kg           |
| 2017               | París (Francia)            | Medalla de oro    | 125 kg           |
| 2018               | Budapest (Hungría)         | Medalla de oro    | 125 kg           |
| 2019               | Nursultán (Kazajistán)     | Medalla de oro    | 125 kg           |
| 2021               | Oslo (Noruega)             | Medalla de plata  | 125 kg           |
| 2022               | Belgrado (Serbia)          | Medalla de bronce | 125 kg           |
| 2023               | Belgrado (Serbia)          | Medalla de plata  | 125 kg           |
| Juegos Europeos    |                            |                   |                  |
| Año                | Lugar                      | Medalla           | Categoría        |
| 2015               | Bakú (Azerbaiyán)          | Medalla de bronce | 125 kg           |
| Campeonato Europeo |                            |                   |                  |
| Año                | Lugar                      | Medalla           | Categoría        |
| 2013               | Tiflis (Georgia)           | Medalla de bronce | 120 kg           |
| 2016               | Riga (Letonia)             | Medalla de oro    | 125 kg           |
| 2017               | Novi Sad (Serbia)          | Medalla de bronce | 125 kg           |
| 2018               | Kaspisk (Rusia)            | Medalla de plata  | 125 kg           |
| 2019               | Bucarest (Rumania)         | Medalla de plata  | 125 kg           |
| 2020               | Roma (Italia)              | Medalla de oro    | 125 kg           |
| 2021               | Varsovia (Polonia)         | Medalla de bronce | 125 kg           |
| 2022               | Budapest (Hungría)         | Medalla de plata  | 125 kg           |
| 2023               | Zagreb (Croacia)           | Medalla de plata  | 125 kg           |
| 2024               | Bucarest (Rumania)         | Medalla de plata  | 125 kg           |